# Gig Studio
Gig Studio är en inspelningsstudio belägen på Södermalm i Stockholm. Studion är känd för sin retro miljö och unika vintage effekter så som EMT 140, Lexicon 224 X, 480, Binson echo etc. Studion är specialiserad på liveinspelning och för att nå det autentiska ljudet, används ofta analog teknik blandat med modern teknik. Studion ägs av Conny Wall och Fredrik Martinsson. Artister som huserat i studion är Ane Brun, First Aid Kit, Björn Skifs, Bo Kaspers Orkester, Carola Häggkvist, Eagle-Eye Cherry, Jerry Williams, Lykke Li, Peter Bjorn och John, Pink (artist), Robyn, Timbuktu (artist), Loreen, Nerv med flera. Conny Wall har även mixat tv-program som Så mycket bättre och Helt lyriskt i Gig Studio. 